# Prodecatoma maga
Prodecatoma maga är en stekelart som först beskrevs av Girault 1920.  Prodecatoma maga ingår i släktet Prodecatoma och familjen kragglanssteklar. Inga underarter finns listade i Catalogue of Life.